# Alkaline Trio
Pour les articles homonymes, voir Alkaline (homonymie).
Alkaline Trio est un groupe de punk rock américain, originaire de McHenry, en banlieue de Chicago, dans l'Illinois. Il est composé du guitariste et chanteur Matt Skiba, du bassiste et chanteur Dan Andriano, et du batteur Atom Willard. Leur style musical se caractérise par des paroles sombres, des refrains accrocheurs, des tempos rapides et les thèmes récurrents de l'alcoolisme, de la dépression, du feu, de la drogue, du blasphème et de la mort.
Avec les singles Stupid Kid et Private Eye, l'album From Here to Infirmary permet au groupe de se populariser significativement, et sa suite, Good Mourning (2003), est classé au top du Billboard 200. Good Mourning marque les débuts du batteur Derek Grant. En 2005, le groupe publie Crimson qui va au-delà de leurs influences punk rock, ajoutant des overdubs et autres instruments, et continue sa direction musicale avec l'album Agony and Irony (2008), publié au label V2 Records.
En 2010, le groupe publie This Addiction sur son label Heart and Skull et sur Epitaph Records. Enregistré à Chicago avec le producteur Matt Allison, l'album est un effort conscient du groupe et un retour à leurs racines punk rock ; il débute à la 11e place du Billboard. En 2011, le groupe célèbre son quinzième anniversaire avec la sortie de Damnesia. Leur huitième album, My Shame is True, est publié le 2 avril 2013.

## Biographie

### Débuts (1996–2000)
Le groupe, formé en décembre 1996, était composé au départ du chanteur guitariste Matt Skiba, du chanteur bassiste Rob Doran, et du chanteur et batteur Glen Porter, tous originaires du comté de McHenry (Illinois), dans la banlieue nord-ouest de Chicago. L'année 1997 est celle de la sortie de leur premier album studio, Sundials. Rob Doran quitta le groupe peu après. Après son départ, Dan Adriano, ancien chanteur du groupe Tuesday (Asian Man Records) et bassiste de Slapstick, prend sa place et ils recommencèrent à enregistrer. Le groupe sorti son second disque, intitulé For Your Lungs Only, en 1998, qui commence à leur faire de nombreux fan dans le midwest américain. Plus tard cette année, le groupe sortit son premier véritable album Goddamnit, suivi par Maybe I'll Catch Fire en 2000 (tous deux chez Asian Man Records). En 2000, le groupe publie également une collection de leur disques précédents sur un album éponyme.

### From Here to Infirmary(2001–2002)
Peu après, Alkaline Trio signe avec Vagrant Records, un label bien plus important que le précédent, Asian Man Records. Rejoint par un nouveau batteur, Mike Felumlee (ancien batteur des Smoking Popes et Squirtgun). Ils sortent l'album From Here to Infirmary en 2001 chez Vagrant Records. Enregistré au Pachyderm Studio, il s'agit de leur premier album à attirer l'attention des radios alternatives et des autres médias, avec le semi-hit qu'est leur single punk Stupid Kid, et l'inclusion de la chanson Armageddon dans la bande son du jeu vidéo Tony Hawk's Underground. Leur reprise de Over at the Frankenstein Place est aussi incluse dans The Rocky Horror Punk Rock Show, une compilation rendant hommage à The Rocky Horror Picture Show.
Après ces sorties, Mike Felumlee quitte le groupe et est remplacé par Derek Grant, ancien batteur de The Suicide Machines, Telegraph, Thoughts of Ionesco, Remainder, et Broken Spoke.

### Good Mourning(2003–2005)
L'album suivant s'intitule Good Mourning, publié en 2003, avec pour single de lancement We've Had Enough, qui a autant de succès que Stupid Kid. Cet album marque un tournant significatif par rapport aux travaux précédents, grâce à un budget de production plus important et un rapprochement de la scène grand public.
Le groupe a aussi fait des apparitions sur diverses compilations, notamment Plea for Peace Vol. 1, Vagrant Records: Another Year on the Streets Vol. 1, 2, et 3, et Rock Against Bush Vol. 1. Matt Skiba et Dan Andriano ont tous deux indépendamment enregistré des splits, Skiba avec Kevin Seconds chez Asian Man Records et Andriano avec Mike Felumlee chez Double Zero Records, et ils enregistrent conjointement les chœurs sur l'album This is Unity Music par Common Rider. Ils ont aussi enregistré des splits avec des groupes qui n'existent plus aujourd'hui : un avec Hot Water Music en 2000, et l'autre avec One Man Army en 2004.
Après la sortie de Good Mourning en 2003, des curieuses rumeurs se propagèrent parmi les fans lorsqu'ils remarquèrent un second guitariste caché derrière les enceintes pendant les concerts du groupe. Les fans s'inquiétaient de la présence d'un quatrième membre, qui aurait contredit le nom du groupe. Alkaline Trio répondit que ce guitariste, Nolan McGuire, qui est aussi leur directeur de tournée et ancien membre d'un autre groupe punk de Chicago, The Honor System, n'était pas un membre du groupe et ne le serait jamais, mais qu'avec la complexité croissante de leur musique, un deuxième guitariste était nécessaire pendant les tournées pour satisfaire à l'exigence du son que Skiba avait composé et enregistré sur l'album. Depuis la sortie de Crimson, McGuire ne se cache plus mais apparaît sur scène avec le groupe. Il semble que depuis qu'il n'y a clairement pas de changement dans la composition du groupe, les fans adopteront McGuire. Il faut aussi noter que McGuire ne joue que pour certains morceaux en live.
En 2004, Dan devient membre de The Falcon, un grand groupe du même genre composé du bassiste de The Lawrence Arms Brandan Kelly, anciennement de Slapstick et de The Broadways, et de Neil Hennessy, batteur de The Lawrence Arms. Todd Mohney, anciennement de Rise Against apporte aussi sa contribution à The Falcon. Le groupe sort un disque intitulé God Don't Make No Trash or Up Your Ass with Broken Glass en 2005, et son premier album Unicornography en septembre 2006.

### CrimsonetAgony and Irony(2005–2008)
Alkaline Trio sort son cinquième album enregistré en studio chez Vagrant Records, Crimson, le 24 mai 2005, incluant le titre Time to Waste. Le single de ce titre comprend aussi des titres bonus produits par Squirtgun et le bassiste de Common Rider, Mass Giorgini. Les titres Mercy Me et Burn sont aussi sortis en singles tirés de l'album. En décembre 2005, une réédition spéciale de Crimson en double-disque est sortie dans les bacs. Cet album comprend les morceaux originaux du Crimson sorti plus tôt dans l'année, alors que le second CD comprend des démos et des versions lives et acoustiques de certains morceaux. De plus, une version améliorée des paroles et de l'intérieur de la pochette est disponible en téléchargement avec des messages personnels du groupe sur les histoires et/ou l'inspiration derrière les morceaux.
Le 29 juin 2006, le site internet du groupe annonçait que Matt avait commencé un autre projet nommé Heavens avec Josiah Steinbrick, anciennement de F-Minus. Le groupe signe avec Epitaph Records et sort l'album Patent Pending le 12 septembre 2006. Alkaline Trio sort un album de faces B, rares et morceaux live, assorti d'un DVD avec des images de la tournée The Occult Roots Tour du début 2007, nommé Remains et sorti sous le label de Vagrant Records. En 2007, ils prévoient de sortir une édition anniversaire de Goddamnit, qui contiendra les titres originaux, et d'anciennes vidéos du trio, ainsi que d'anciennes photos du groupe. Selon Aversion.com, le batteur Derek Grant aurait révélé que le groupe avait commencé à écrire son prochain album, et prévoirait de se rendre au studio en février pour l'enregistrer. Cet album serait provisoirement prévu pour une sortie au printemps. « Les premières notes du nouvel album ont été écrites, pour ceux qui doutent », déclare-t-il dans une dépêche sur son blog. En octobre 2006, la signature d'Alkaline Trio avec V2 Records est annoncée. Le 12 janvier 2007, le label annonce des restructurations pour se concentrer sur leur catalogue et la distribution sur internet. En conséquence, leurs employés ont été licenciés et leur liste d'artiste laissée à des agents indépendants.
Asian Man Records annonce le projet de ressortir l'album d'Alkaline Trio de 1998, Goddamnit. Selon le label, cette ré-édition comprendra de nouveaux décors, sera remixée et comprendra un DVD documentaire sur les débuts du groupe. Des rumeurs  de cette ré-édition ont commencé à se faire entendre en avril dernier, et le groupe s'est lancé dans une tournée durant laquelle ils ont fréquemment joué l'intégralité des morceaux de cet album. Le titre Cringe d'Alkaline Trio tiré de ce même album s'est aussi trouvé sur une compilation récente d' Asian Man Records en avril dernier, Plea For Peace, Vol.2. En fin mai 2007, le groupe affiche sur MySpace qu'Epic Records était à présent son label. Punknews.org a aussi signalé qu'Alkaline Trio était maintenant sur la liste d'Epic.

### This Addiction(2009–2011)
En fin mai 2009, le groupe affiche sur MySpace qu'Epic Records était à présent son label. Punknews.org a aussi signalé qu'Alkaline Trio était maintenant sur la liste d'Epic. Les enregistrements d'un nouvel album commencent en juillet 2009. Quatre chansons issues de l'album (This Addiction, Dead on the Floor, Dine, Dine My Darling, et Dorothy) sont jouées en tournée avec Saves the Day.
Le 18 novembre 2009, le groupe annonce un split sur leur nouveau label, Heart and Skull, avec Epitaph Records. En parallèle, Skiba confirme un nouvel album pour le 23 février 2010. Le trio revient à Chicago pour enregistrer This Addiction après quelques albums à L.A.. Le groupe travaille dur pour revenir à ses racines et enregistre aux Atlas Studios, là où ils ont enregistré leurs trois premiers albums.
Alkaline Trio publie un album, Damnesia, le 12 juillet 2011.

### My Shame Is True(2012–2015)
Le 14 juillet 2012, Dan Andriano confirme l'enregistrement d'un nouvel album pour octobre la même année,. Le 27 octobre 2012, Skiba confirme que le groupe a terminé l'album.
Le 1er février 2013, le groupe publie une vidéo lyrique de leur single I Wanna Be A Warhol. Puis le 5 février, ils révèlent la pochette et la liste des titres de l'album My Shame Is True, et la pochette et liste de titres d'un nouvel EP intitulé Broken Wing. My Shame Is True et Broken Wing sont publiés le 2 avril 2013. L'album atteint la 24e place du Billboard. Le groupe tourne en soutien à l'album en 2013.
La tournée Past Live est organisée entre 2014 et 2015. Le groupe joue ses huit albums studio dans plusieurs pays.

### Neuvième album (depuis 2016)
Le 20 juillet 2015, Dan Andriano annonce un nouvel album. Ils prévoient de faire participer Matt Skiba.

### Dixième album (depuis 2023)
Le 20 octobre 2023, le groupe sort un single "Blood, Hair, and Eyeballs". Ils annoncent également un nouvel album qui sortira le 26 janvier 2024 de 11 titres. Il s'agit du dernier disque sur lequel officie le batteur Derek Grant, officiellement remplacé par Atom Willard avant la sortie du LP.

## Groupes parallèles
Alkaline Trio fait partie d'un très grand cercle de groupe punk/hardcore de Chicago. Skiba a été batteur pour Jerkwater (avec Rob Doran (à présent membre de Pit er Pat), Sean Seeling (à présent membre de Apocalypse Hoboken, anciennement Tommyrot), et Jeremiah Klinger (membre de Gregor Samsa), et aussi avec le groupe de Chicago The Traitors. L'ancien batteur Glenn Porter a joué dans Tommyrot et 88 Fingers Louie. Stemming du précédent groupe d'Andriano, dans Slapstick et Tuesday.
D'autres artistes relient Alkaline Trio à : The Broadways, The Lawrence Arms, The Honor System, Smoking Popes (Rob Kellenberger de Slapstick, Tuesday, Smoking Popes et Duval a temporairement été batteur pour une partie de la tournée Pope Reunion Tour, avant d'être remplacé pour des problèmes d'emploi du temps. Ironiquement, Kellenberger remplace le batteur des Smoking Popes, Mike Fellumlee, qui a joué avec Alkaline Trio sur leur album From Here to Infirmary, les Smoking Popes se sont ensuite séparés, et il joue ensuite avec Squirtgun), et dans une moindre mesure, au groupe Less than Jake. Avec l'entrée du batteur Derek Grant dans le groupe, l'arbre généalogique d'Alkaline Trio s'élargit pour inclure des liens avec des groupes comme The Suicide Machines, Thoughts of Ionesco et Walls of Jericho.
En 2004, Dan Adriano forme une sorte de supergroupe nommé The Falcon. Ce groupe réunit Adriano avec l'ancien de Slapstick, Brandan Kelly (chanteur guitariste ; membre de The Lawrence Arms), et élargit encore la famille jusqu'à Neil Hennessy à la batterie (également membre de The Lawrence Arms). Todd Mohney, ancien membre de Rise Against, a été guitariste sur le premier disque mais n'a pas pu assister à l'enregistrement du premier album Unicornography, et sa place a été prise temporairement par Kelly et Hennessy.

## Membres

### Membres actuels
- Matt Skiba – chant solo, chœurs, guitare (depuis 1996)
- Dan Andriano – chant solo, basse, guitare solo, chœurs (depuis 1997)
- Atom Willard – batterie, percussions, chœurs (depuis 2023)

### Anciens membres
- Rob Doran – basse, chœurs (1996–1997)
- Glenn Porter – batterie, percussions (1996–2000)
- Mike Felumlee – batterie, percussions (2000–2001)
- Derek Grant – batterie, percussions, chœurs (2001-2023)

## Discographie

### Albums studio
| Titre                       | Année           | Label                   | Format | Classement US | Classement UK |
| --------------------------- | --------------- | ----------------------- | ------ | ------------- | ------------- |
| Goddamnit                   | 13 octobre 1998 | Asian Man Records       | CD     | Non classé    | Non classé    |
| Maybe I'll Catch Fire       | 24 mars 2000    | Asian Man Records       | CD     | Non classé    | Non classé    |
| Alkaline Trio (compilation) | 18 avril 2000   | Asian Man Records       | CD     | Non classé    | Non classé    |
| From Here to Infirmary      | 3 avril 2001    | Vagrant Records         | CD     | #199          | #95           |
| Good Mourning               | 13 mai 2003     | Vagrant Records         | CD     | #24           | #32           |
| Crimson                     | 24 mai 2005     | Vagrant Records         | CD     | #25           | #34           |
| Remains (Compilation)       | 30 janvier 2007 | Vagrant Records         | CD/DVD |               | #67           |
| Agony & Irony               | 2008            | Epic                    | CD     |               |               |
| This Addiction              | 2010            | Epic                    | CD     |               |               |
| Damnesia                    | 2011            | Heart & Skull / Epitaph | CD     |               |               |
| My Shame Is True            | 2 avril 2013    | Epitaph                 | CD     |               |               |
| Is This Thing Cursed?       | 31 août 2018    | Epitaph                 | CD     |               |               |
| Blood, Hair, and Eyeballs   | 26 janvier 2024 | Rise Records            | CD     | #188          | #64           |

### Autres disques
| Titre                     | Année            | Label                 | Format                     | Autres informations                                                |  |
| ------------------------- | ---------------- | --------------------- | -------------------------- | ------------------------------------------------------------------ |  |
| Demo                      | 1996             | Auto Produit          | Cassette                   |                                                                    |  |
| Sundials                  | 1997             | Johann's Face Records | 7"                         |                                                                    |  |
| For Your Lungs Only       | Mai 1998         | Asian Man Records     | CD                         |                                                                    |  |
| I Lied My Face Off        | 25 juin 1999     | Asian Man Records     | CD                         |                                                                    |  |
| Hell Yes                  | 31 mars 2001     | Lookout! Records      | 7"                         |                                                                    |  |
| 'Halloween 7"             | 31 octobre 2002  | Asian Man Records     | 7"                         | Comporte deux reprises de Misfits.                                 |  |
| New Years Eve 7"          | 1er janvier 2007 | Auto Produit          | Téléchargement MySpace/ 7" | Les titres peuvent être téléchargés sur la page MySpace du groupe. |  |
| Scraps                    | 14 février 2007  | Auto Produit          | Téléchargement en ligne    |                                                                    |  |
| The MySpace Transmissions | 2009             | Session MySpace       | Téléchargement MySpace     | Les titres peuvent être téléchargés sur la page .                  |  |

### Splits
| Titre                                  | Année           | Label             | Format |
| -------------------------------------- | --------------- | ----------------- | ------ |
| Blue Meanies/Alkaline Trio Split 7"    | 18 janvier 2000 | Thick Records     | LP     |
| Alkaline Trio/Hot Water Music Split CD | 22 janvier 2002 | Jade Tree Records | EP     |
| Alkaline Trio/One Man Army Split CD    | 20 avril 2004   | BYO Records       | EP     |

### Apparitions sur des compilations
| Année | Compilation                                              | Label                  | Titre(s)                                                              |
| ----- | -------------------------------------------------------- | ---------------------- | --------------------------------------------------------------------- |
| 1997  | Marc's A Dick And Gar's A Drunk: The Johann's Face Story | Johann's Face Records  | '97                                                                   |
| 1998  | Mailorder is Fun!                                        | Asian Man Records      | For Your Lungs Only                                                   |
| 1999  | Mailorder is Still Fun!                                  | Asian Man Records      | Cringe                                                                |
| 1999  | Anti-Racist Action                                       | Asian Man Records      | Cooking Wine                                                          |
| 1999  | Cinema Beer Belly                                        | Hopeless Records       | Goodbye Forever                                                       |
| 2000  | Plea for Peace                                           | Asian Man Records      | Tuck Me In                                                            |
| 2000  | Another Year on the Streets                              | Vagrant Records        | Crawl (Demo), Bloodied Up (Demo)                                      |
| 2001  | Living Tomorrow Today: A Benefit for Ty Cambria          | Asian Man Records      | Dead End Road                                                         |
| 2001  | Another Year on the Streets, Vol. 2                      | Vagrant Records        | The Metro (reprise de Berlin)                                         |
| 2001  | Plea for Peace/Take Action                               | Asian Man Records      | My Standard Break From Life                                           |
| 2002  | Mailorder for the Masses                                 | Asian Man Records      | As You Were                                                           |
| 2002  | Atticus: Dragging the Lake Vol. 1                        | Side One Dummy Records | Jaked on Green Beers                                                  |
| 2003  | Atticus: Dragging the Lake Vol. 2                        | Side One Dummy Records | Crawl (live)                                                          |
| 2003  | The Rocky Horror Punk Rock Show                          | Springman Records      | Over At The Frankenstein Place (reprise de Rocky Horror Picture Show) |
| 2003  | Oil: Chicago Punk Refined                                | Thick Records          | Old School Reasons                                                    |
| 2003  | Tony Hawk's Underground                                  | Vagrant Records        | Armageddon                                                            |
| 2004  | Rock Against Bush, Vol. 1                                | Fat Wreck Chords       | Warbrain                                                              |
| 2004  | Another Year on the Streets, Vol. 3                      | Vagrant Records        | Heaven (reprise de The Psychedelic Furs)                              |
| 2004  | Cursed Original Soundtrack                               | Image Records          | Fine Without You (Remix de Carmen Rizzo)                              |
| 2005  | Masters of Horror OST                                    | Immortal Records       | We Can Never Break Up                                                 |
| 2005  | Tony Hawk's American Wasteland                           | Vagrant Records        | Wash Away (reprise de T.S.O.L.)                                       |
| 2005  | Underworld: Evolution OST                                | Lakeshore              | Burn (Alleged Remix)                                                  |
| 2005  | The Suicide Girls - Black Heart Retrospective            | Epitaph                | Lucretia My Reflection (reprise de The Sisters of Mercy)              |
| 2007  | Warped Tour 2007 Compilation                             | SideOneDummy Records   | Fire Down Below                                                       |

### Video/DVD
| Année | Titre                             | Label                  |
| ----- | --------------------------------- | ---------------------- |
| 2001  | 10 Minutes to Ogikubu Station DVD | Asian Man Records      |
| 2001  | Cinema Beer Belly DVD             | Hopeless Records       |
| 2002  | Another Year on the Screen DVD    | Vagrant Records        |
| 2002  | Warped Tour Live DVD              | Side One Dummy Records |
| 2003  | Halloween at the Metro DVD        | Kung Fu Records        |
| 2007  | The Remains of 2005/2006          | Vagrant Records        |

### Singles
| Année | Titre            | Classement | Classement     | Classement         | Classement       | Album                  |
| Année | Titre            | US Hot 100 | US Modern Rock | US Mainstream Rock | UK Singles Chart | Album                  |
| ----- | ---------------- | ---------- | -------------- | ------------------ | ---------------- | ---------------------- |
| 2001  | Stupid Kid       | -          | -              | -                  | 53               | From Here to Infirmary |
| 2001  | Private Eye      | -          | -              | -                  | 51               | From Here to Infirmary |
| 2003  | We've Had Enough | -          | 38             | -                  | 50               | Good Mourning          |
| 2003  | All on Black     | -          | -              | -                  | 60               | Good Mourning          |
| 2005  | Time to Waste    | -          | 40             | -                  | 18               | Crimson                |
| 2005  | Mercy Me         | -          | -              | -                  | 29               | Crimson                |
| 2006  | Burn             | -          | -              | -                  | 40               | Crimson                |
| 2007  | Hell Yes         | -          | -              | -                  | -                | Remains                |

### Clips
| Année | Titre            | Album                  |
| ----- | ---------------- | ---------------------- |
| 2000  | Goodbye Forever  | Alkaline Trio          |
| 2002  | Private Eye      | From Here to Infirmary |
| 2002  | Stupid Kid       | From Here to Infirmary |
| 2003  | We've Had Enough | Good Mourning          |
| 2005  | Time To Waste    | Crimson                |
| 2005  | Mercy Me         | Crimson                |
| 2006  | Burn             | Crimson                |
| 2007  | Warbrain         | Remains                |